# 石淑芳
石淑芳（1971年—），自称山女，三门峡市灵宝市福地村人，中国农妇、作家。她从上初中时开始写日记，从1985年写到2003年共写出了85本日记，随后她从中选出百余篇散文集册散文集，由中国社会出版社出版，随后又被《长篇小说选刊》刊载。